# Alys Lorraine
Alys Sayre Lorraine (Quincy, 17 januari 1885 – Hove (Engeland), 13 september 1956) was een Amerikaans operazangeres.

## Zangcarrière
Lorraine kwam rond 1902 naar Europa. Ze studeerde zangkunst bij de Italiaanse tenor Francesco Tamagno en in Parijs bij madame Mathilde Marchesi en Jean de Reszke. In 1908 debuteerde ze in Nederland als 'Marguerite' in Faust. De sopraan viel op door haar buitengewone stemvolume. Het management was zo onder de indruk van haar zangkwaliteiten dat ze een tweejarig contract kreeg aangeboden. Het jaar daarop vertolkte ze een hoofdrol als Madame Butterfly. Ze trad later op in onder andere Frankrijk, Italië en Engeland en zong in stukken als Lohengrin en Tannhäuser.
Lorraine publiceerde in 1909 een boek over de geschiedenis van de opera in Parijs. Ze was weduwe van haar eerste man en trouwde in 1922 met muziekcriticus Richard Northcott. Zij woonden samen in Londen.